# Sulle orme del vento
Sulle orme del vento (A Far Off Place) è un film del 1993 diretto da Mikael Salomon.
Il film è ambientato in Zimbabwe ed ha per protagonisti Reese Witherspoon, Ethan Embry e Maximilian Schell.

## Trama
Paul Parker, Commissario per l'Ambiente, vive con la moglie Elizabeth e la figlia sedicenne Nonnie nella sua proprietà agricola in Zimbabwe. Ospita da qualche giorno l'amico John Winslow con il figlio Harry. Improvvisamente un gruppo di cacciatori di frodo, dediti all'uccisione degli elefanti, assalta, incendia e depreda la residenza. Si salvano fortunosamente solo Nonnie e Harry che, grazie all'aiuto di un boscìmano, Xhabbo, decidono un viaggio di 1600 chilometri attraverso lo sterminato deserto del Kalahari.
Come dice Xhabbo, là dove passa il vento, passeranno anche loro tre. È la sola soluzione possibile, poiché la radio è stata distrutta ed un anziano colonnello di polizia, Mopani Theron, amico dei Parker, è irraggiungibile. Il trio è inseguito accanitamente dai bracconieri, capeggiati da un bianco, John Ricketts, sedicente amico di Paul Parker e interessato al commercio clandestino dell'avorio. La marcia è terribile: i tre debbono affrontare dune immense e faticose da superare, boscaglie, pianure riarse, paludi con coccodrilli. Ma Xhabbo è una guida straordinaria, sa come e dove fare uscire l'acqua dalla sabbia; quali radici mangiare per sopravvivere; quale direzione prendere, sa perfino dialogare con un branco di elefanti. Dotato com'è di una sensibilità quasi soprannaturale, individua ogni pericolo imminente. Un elicottero degli inseguitori è beffato: componendo con i propri abiti dei fantocci immobili sulla duna, i fuggiaschi, nascosti dai cespugli, si lasciano credere morti. Frattanto Mopani, instancabile, dopo due mesi cerca ancora le tracce di Nonnie e compagni, nonché dei bracconieri.
Infine Xhabbo, rimessosi in forze (un enorme scorpione lo ha punto), Harry, che ha sparato per la prima volta in vita sua ad un'antilope e la indomita ragazza che con loro è stata ritrovata da Mopani, affrontano John Ricketts il trafficante di zanne: il suo deposito viene fatto saltare in aria e il malvagio, cacciatosi nel magazzino in folle corsa dietro la miccia accesa dal ragazzo, muore sotto tonnellate di zanne elefantine. Nonnie torna alla sua proprietà: vuole costruire ciò che è stato devastato. Nell'impresa non sarà sola: Harry è pronto ad aiutarla.